# Desmodium styracifolium
Desmodium styracifolium är en ärtväxtart som först beskrevs av Pehr Osbeck, och fick sitt nu gällande namn av Elmer Drew Merrill. Desmodium styracifolium ingår i släktet Desmodium och familjen ärtväxter. Inga underarter finns listade i Catalogue of Life.